# Man van Koelbjerg
De man van Koelbjerg is het oudst bekende veenlijk (8000 v. Chr.). Zijn overblijfselen behoren ook tot de oudste menselijke resten, die in Denemarken zijn gevonden. Hij behoorde tot de Maglemosecultuur (9500-6000 v. Chr.). De man van Koelbjerg is in het Montergarden Museum in Odense, Denemarken, te zien.
De man werd in mei 1941 in een moeras bij Koelbjerg gevonden. Zijn schedel en twee botten lagen op een diepte van 2,5 meter in het veen. De meeste botten lagen echter op een diepte van 3 tot 3,5 meter, 7 tot 8 meter daarvan verwijderd. Een dijbeen lag twee meter verderop naar het zuidoosten. Hij was een man van 1.55-1.60 meter en 20-25 jaar oud. Waarschijnlijk verdronk hij in een meer, waarna zijn overblijfselen zich verspreidden. 
Strontiumisotopenonderzoek toonde aan dat de man waarschijnlijk van Funen afkomstig was, waar ook de botten werden gevonden. Hij kan in een nederzetting van de Maglemosecultuur gewoond hebben, die 2,5 km in het zuidwesten, bij het Nerverkaer Moeras, is gevonden.